# Čaroban
Čaroban (sv: Magisk) är en låt framförd av den serbiska sångerskan Nina. Låten representerade Serbien vid Eurovision Song Contest 2011 i Düsseldorf. Låtens upphovsman är Kristina Kovač.

### Fotnoter
1. ↑  ”Arkiverade kopian”. Arkiverad från originalet den 3 mars 2011. https://web.archive.org/web/20110303140809/http://www.blic.rs/Zabava/Vesti/238106/Poceo-srpski-izbor-za-Evroviziju. Läst 26 februari 2011.